# Première circonscription de Dedo
La première circonscription de Dedo est une des 177 circonscriptions législatives de l'État fédéré Oromia, elle se situe dans la Zone Jimma. Sa représentante actuelle est Shebre Sherif Abagojem.